# L'Envers du dimanche
Pour plus de détails, voir Fiche technique et Distribution.
L'Envers du dimanche (Søndagsengler) est un film norvégien réalisé par Berit Nesheim, sorti en 1996. Le film fut nommé à l'Oscar du meilleur film en langue étrangère.

## Fiche technique
- Titre : L'Envers du dimanche (on trouve parfois le titre Les Anges du dimanche)
- Titre original : Søndagsengler
- Réalisation : Berit Nesheim
- Scénario : Berit Nesheim et Lasse Glomm d'après le roman Søndag de Reidun Nortvedt
- Production : Grete Rypdal et Oddvar Bull Tuhus
- Pays d'origine : Norvège
- Genre : comédie dramatique
- Durée : 103 minutes
- Date de sortie :  1996

## Distribution
- Marie Theisen : Maria
- Hildegun Riise : Mme. Tunheim
- Bjørn Sundquist : Johannes
- Sylvia Salvesen : Moren